# More (Popu Ladyのアルバム)
『More』（モア）は、台湾の女性アイドルグループPopu Ladyの3枚目のミニ・アルバムである。

## 概要
4曲収録のCDの他に、80ページのフルカラー写真集つきである。同写真集と収録曲「好好」のMV撮影はグアムで行われた。強行スケジュールで行われたため、その際のメンバーの睡眠時間は3泊5日で1日あたりわずか2,3時間であった。
『一直一直愛』『小未來』では、5人でそろった衣装を着ることが多かったPopu Ladyではあるが、このミニ・アルバムおよび付属の写真集では初めてメンバーそれぞれに異なったキャラクター設定を行った。その中で宇珊は「運動女友（スポーツガールフレンド）」という設定であったが、本人は実際には運動は嫌いである。
「MORE」のMVではローラースケートを披露するシーンがあるが、全員がほぼ小学校の低学年以来の経験であった。その中で寶兒だけは始めからほぼ転倒することなく滑ることができたが、これを本人は幼稚園の頃に習っていたバレエのおかげではないかと語っている。

## 曲目
| #         | タイトル                          | 作詞          | 作曲      | 備考                                                    | 時間  |
| --------- | --------------------------------- | ------------- | --------- | ------------------------------------------------------- | ----- |
| 1.        | 「MORE」(多多)                    | 張家瑋 施人誠 | 西樓      | 編曲：Martin Tang                                       | 4:13  |
| 2.        | 「越跳越愛」(Come Dance With Me)  | 黃建洲        | 張博彥    | 編曲：JerryC rap：周定緯                                | 3:29  |
| 3.        | 「Just Say It」                   | 向月娥        | 王寅 黃舟 | 編曲：JerryC ドラマ『勇敢說出我愛你』オープニングテーマ | 3:19  |
| 4.        | 「好好」(Different When With You) | 王雅君        | 王雅君    | 編曲：JerryC ドラマ『勇敢說出我愛你』挿入曲             | 3:47  |
| 合計時間: | 合計時間:                         | 合計時間:     | 合計時間: | 合計時間:                                               | 14:48 |

## MV
| タイトル              | 監督   | 公開日        | 公開メディア |
| --------------------- | ------ | ------------- | ------------ |
| 好好 - YouTube        | 陳映之 | 2014年8月4日  | YouTube      |
| MORE - YouTube        | 陳映之 | 2014年8月14日 | YouTube      |
| Just Say It - YouTube |        | 2014年8月31日 | YouTube      |